# Episodi di Miami Medical
La prima e unica stagione della serie televisiva Miami Medical, composta da 13 episodi, è stata trasmessa in prima visione sulla CBS dal 2 aprile 2010 al 2 luglio 2010. In Italia la serie è andata in onda in prima visione sul canale Joi dal 24 novembre 2010 al 5 gennaio 2011. In chiaro è stata trasmessa dal 6 giugno 2011 al 4 Luglio 2011 su Italia 1.
| nº | Titolo originale  | Titolo italiano        | Prima TV USA   | Prima TV Italia  |
| -- | ----------------- | ---------------------- | -------------- | ---------------- |
| 1  | Pilot             | Nuovo arrivo           | 2 aprile 2010  | 24 novembre 2010 |
| 2  | 88 Seconds        | Il cecchino            | 9 aprile 2010  | 24 novembre 2010 |
| 3  | What Lies Beneath | Compatibilità          | 16 aprile 2010 | 1º dicembre 2010 |
| 4  | All Fall Down     | Il crollo              | 23 aprile 2010 | 1º dicembre 2010 |
| 5  | Golden Hour       | Raccolta fondi         | 30 aprile 2010 | 8 dicembre 2010  |
| 6  | Calle Cubana      | False impressioni      | 7 maggio 2010  | 8 dicembre 2010  |
| 7  | Man on the Road   | Un uomo in viaggio     | 14 maggio 2010 | 15 dicembre 2010 |
| 8  | An Arm and a Leg  | Un braccio e una gamba | 21 maggio 2010 | 15 dicembre 2010 |
| 9  | Like a Hurricane  | Come un uragano        | 4 giugno 2010  | 22 dicembre 2010 |
| 10 | Diver Down        | La camera iperbarica   | 11 giugno 2010 | 22 dicembre 2010 |
| 11 | Time of Death     | L'ora della morte      | 18 giugno 2010 | 29 dicembre 2010 |
| 12 | Golden Hour       | Fino all'osso          | 25 giugno 2010 | 29 dicembre 2010 |
| 13 | Medicin Man       | Sciamano               | 2 luglio 2010  | 5 gennaio 2011   |

## Nuovo arrivo
- Titolo originale: Pilot
- Diretto da: Kenneth Fink
- Scritto da: Jeffrey Lieber

### Trama
Una coppia in attesa arriva al Miami Trauma Center dopo un'esplosione avvenuta in una gelateria, portando con sé una serie di feriti e situazioni critiche. Tra i pazienti c'è un uomo con gravi ustioni dovute all'esplosione, che ha il tempo di dire addio alla sua fidanzata, collegandosi con lei dall'altra parte del Paese prima di morire. Questo momento toccante mette in evidenza la fragilità della vita e le relazioni umane.Nel frattempo, un nuovo capo arriva per la squadra Alpha, soffiando il posto alla Dottoressa Zambrano. La sua presenza crea tensioni all'interno del team, poiché i membri devono adattarsi a un nuovo stile di leadership e affrontare le sfide quotidiane in un ambiente già stressante. La Dottoressa Zambrano, colpita dalla situazione, si trova a dover dimostrare il suo valore mentre cerca di mantenere la coesione del gruppo.Le dinamiche tra i personaggi si intensificano mentre affrontano non solo le emergenze mediche, ma anche le proprie emozioni e rivalità. Questa situazione mette in luce le sfide che i professionisti della salute devono affrontare ogni giorno, rendendo la narrazione ancora più coinvolgente e profonda.

## Il cecchino
- Titolo originale: 88 Seconds
- Diretto da: Paul McCrane
- Scritto da: Steven Maeda

### Trama
Un cecchino porta due vittime al Miami Trauma Center: una cameriera diabetica e un uomo apparentemente illeso. La situazione si presenta subito complessa, poiché i medici devono affrontare non solo le ferite fisiche, ma anche le implicazioni emotive di un evento così traumatico. Intanto, il dottor Deleo, la dottoressa Zambrano e la dottoressa Warren si interrogano sul passato del dottor Proctor, cercando di capire le ragioni che lo hanno portato a diventare un chirurgo di emergenza. Le domande sul suo passato si intensificano man mano che emergono dettagli sulla sua vita personale, creando tensioni all'interno del team.Mentre i medici si affannano a salvare le vite delle vittime, la pressione aumenta e le dinamiche tra i membri del personale si complicano. Le interazioni tra Deleo, Zambrano e Warren rivelano non solo la loro professionalità, ma anche le loro vulnerabilità, mentre cercano di sostenersi a vicenda in un ambiente ad alta tensione. La giornata al trauma center diventa così un'opportunità per esplorare le relazioni interpersonali e il peso delle esperienze passate nel contesto della medicina d'emergenza.

## Compatibilità
- Titolo originale: What Lies Beneath
- Diretto da: John Behring
- Scritto da: Liz Kruger e Craig Shapiro

### Trama
A un matrimonio, una tromba d'aria provoca devastazione e caos. All'ospedale arrivano tre vittime: la sposa, il padre della sposa e un cameriere rimasto trafitto da un tubo. La situazione è critica e i medici devono lavorare rapidamente per salvare le vite di queste persone colpite dalla tragedia.Nel frattempo, una scommessa tra Serena e Chris inizia a creare tensioni, facendo arrabbiare Eva. Dopo una serata al bar, Eva si risveglia a casa di Proctor, lasciandola confusa e preoccupata per le conseguenze delle sue azioni. Mentre i medici affrontano le emergenze in ospedale, le dinamiche personali tra i membri del team si complicano ulteriormente, rivelando le fragilità e le relazioni interpersonali all'interno dell'ambiente di lavoro.La giornata si trasforma in un mix di dramma e commedia, mentre i personaggi cercano di gestire non solo le emergenze mediche, ma anche le loro vite personali. La pressione della situazione mette a dura prova le loro capacità professionali e relazionali, rendendo la narrazione ancora più intensa e coinvolgente.

## Il crollo
- Titolo originale: All Fall Down
- Diretto da: Danny Cannon
- Scritto da: Elle Triedman

### Trama
Eva cerca di capire cosa è successo la sera prima, mentre all'ospedale arrivano tre feriti a causa di un crollo: una donna, il marito e un uomo senza nome, ma con una notevole somma di denaro con sé. La situazione è tesa e i medici devono lavorare rapidamente per stabilizzare i pazienti e comprendere la gravità delle loro condizioni. Nel frattempo, Chris si mette nei guai quando cerca di aiutare Serena dopo un incidente con un paziente. La pressione aumenta mentre il team affronta le sfide quotidiane in un ambiente ad alta intensità, evidenziando le dinamiche tra i membri del personale e le loro relazioni personali. Chris deve bilanciare il suo desiderio di aiutare Serena con le proprie responsabilità professionali, creando ulteriori complicazioni.Mentre i medici si affannano per salvare vite, Eva si preoccupa per la situazione dell'uomo misterioso e cerca di scoprire di più su di lui. Le interazioni tra i personaggi rivelano non solo il loro impegno professionale, ma anche le loro vulnerabilità e le sfide personali che devono affrontare quotidianamente. La giornata al trauma center diventa così un'opportunità per esplorare le relazioni interpersonali e il peso delle esperienze passate nel contesto della medicina d'emergenza.

## Raccolta fondi
- Titolo originale: Golden Hour
- Diretto da: Matt Earl Beesley
- Scritto da: Jeffrey Lieber e Scott Shapiro (soggetto); Jeffrey Lieber (sceneggiatura)

### Trama
Al Miami Trauma Center si tiene una riunione per raccogliere fondi destinati a fornire al reparto di traumatologia uno spazio dedicato. Durante l'incontro, il dottor Proctor deve fare un'esposizione davanti a tutti e decide di raccontare un caso strano accaduto in ospedale pochi giorni prima. Nei flashback del suo racconto, si rivela che Eva ha avuto una brutta giornata, mentre diverse persone con ferite gravi arrivano in Pronto Soccorso a causa di un chiodo.La narrazione di Proctor mette in evidenza non solo le sfide mediche affrontate dal personale, ma anche le emozioni e le difficoltà personali dei medici, tra cui Eva, che deve gestire la frustrazione e il carico emotivo di lavorare in un ambiente così frenetico. Le ferite dei pazienti raccontano storie di incidenti e sfortuna, mentre il team medico si impegna a fornire le migliori cure possibili in situazioni di crisi.La riunione diventa quindi un'opportunità per riflettere sull'importanza del lavoro di squadra e della resilienza nel campo della medicina d'emergenza, mentre i medici cercano di raccogliere i fondi necessari per migliorare le condizioni del loro reparto. La tensione tra il dovere professionale e le sfide personali emerge chiaramente, rendendo la storia ancora più coinvolgente e significativa.

## False impressioni
- Titolo originale: Calle Cubana
- Diretto da: Nathan Hope
- Scritto da: Pamela Davis

### Trama
Durante la festa di "Calle Cubana" a Miami, una donna viene accoltellata e trasportata d'urgenza all'ospedale. Poco dopo, arriva anche un uomo con ferite simili, sollevando preoccupazioni su un possibile aggressore attivo nella zona. Nel frattempo, una giovane ragazza viene scaricata da una macchina e portata in ospedale, dove Eva si prende cura di lei, offrendo non solo assistenza medica ma anche supporto per i suoi problemi scolastici.La situazione si complica ulteriormente quando si scopre che l'aggressore è a piede libero all'interno dell'ospedale. In un momento di panico, riesce ad accoltellare l'infermiere Tuck, creando un'atmosfera di paura e tensione tra il personale e i pazienti. Mentre i medici lavorano freneticamente per curare le vittime e mantenere la calma, la giornata mette alla prova le loro capacità professionali e il loro coraggio.Questa serie di eventi drammatici non solo evidenzia le sfide quotidiane affrontate nel campo della medicina d'emergenza, ma mette anche in luce l'importanza della solidarietà tra il personale sanitario mentre cercano di affrontare una crisi inaspettata. La storia si sviluppa in un contesto di tensione crescente, rivelando le fragilità umane e la resilienza necessaria per superare situazioni estreme.

## Un uomo in viaggio
- Titolo originale: Man on the Road
- Diretto da: Eagle Egilsson
- Scritto da: Jeffrey Lieber

### Trama
La trama si apre con un flashback che riporta a due anni prima in Maryland, dove il dottor Proctor sta facendo jogging e subisce un attacco di cuore. Questo evento segna un punto cruciale nella sua vita e carriera. Al Miami Trauma Center, si celebra un "compleanno" sociale per Proctor, ma non tutti sono a conoscenza del significato di questa ricorrenza. Nel frattempo, l'infermiere Tuck è ancora in coma, suscitando preoccupazione tra i membri del team.All'ospedale arrivano due nuovi pazienti: un uomo con la scritta "non rianimare" tatuata sul petto e un bambino scampato a un disastro aereo. La presenza di questi pazienti solleva interrogativi e sfide per il personale medico, costretto a gestire situazioni delicate e complesse. Mentre i medici si affannano per fornire le migliori cure possibili, la tensione aumenta e le dinamiche all'interno del team diventano sempre più intricate.La giornata al Miami Trauma Center mette in evidenza non solo le difficoltà professionali affrontate dai medici, ma anche il peso delle esperienze passate di Proctor e come queste influenzino il suo approccio al lavoro. La narrazione esplora le relazioni tra i personaggi, rivelando le loro vulnerabilità e la resilienza necessaria per affrontare le sfide quotidiane in un ambiente così frenetico e carico di emozioni.

## Un braccio e una gamba
- Titolo originale: An Arm and a Leg
- Diretto da: Paris Barclay
- Scritto da: Christina M. Kim e Scott Williams

### Trama
In un campo da golf, tre golfisti partecipano a una partita con una ragazza che ha appena ricevuto una nuova mazza da golf per il suo diciottesimo compleanno, che si celebrerà il giorno successivo. Durante il gioco, una pallina lanciata da uno dei quattro finisce in un laghetto, scatenando un attacco da parte di un alligatore. Questo evento inaspettato crea panico e tensione tra i golfisti, costringendoli a reagire rapidamente per mettersi in salvo.Nel frattempo, Eva trova sul suo armadietto una busta contenente due biglietti per il concerto dei Black Eyed Peas, un regalo che la riempie di entusiasmo. Tuttavia, la giornata prende una piega drammatica quando all'ospedale arrivano una ragazza e un uomo con il piede amputato, portando con sé storie di sfortuna e tragedia. Chris si trova di fronte a una scelta difficile riguardo a come procedere con i pazienti, mentre Proctor cerca di intraprendere una storia d'amore, affrontando le proprie emozioni e vulnerabilità.Dopo una serie di delusioni per Eva e perdendo l'opportunità di assistere al concerto, Chris, Eva e Serena si ritrovano insieme e decidono di ballare tutta la notte sulle note di “I’ve Got a Feeling”, cercando di trovare conforto e gioia nonostante le avversità della giornata. Questo momento di spensieratezza diventa un modo per affrontare le difficoltà e rafforzare i legami tra di loro, mentre si preparano ad affrontare le sfide future.

## Come un uragano
- Titolo originale: Like a Hurricane
- Diretto da: Karen Gaviola
- Scritto da: Scott Williams

### Trama
A Miami, un uragano si avvicina e una famiglia è coinvolta in un incidente causato da un uomo apparentemente ubriaco. Questo evento riporta a Eva ricordi del suo arrivo negli Stati Uniti, mentre suo padre racconta storie imbarazzanti sulle pesche, creando un contrasto tra il dramma presente e il passato nostalgico.All'ospedale, i medici si preparano ad affrontare le conseguenze dell'incidente. La tensione aumenta quando arrivano diversi feriti, tra cui un uomo con un corpo estraneo nel braccio e una donna con un trauma facciale. Serena, mentre invia messaggi a un ragazzo, discute con Tuck dell'importanza della camera iperbarica dell'ospedale, unico rimasto operativo dopo la chiusura di un altro.Le dinamiche tra i personaggi si complicano: Chris deve gestire una paziente con pneumotorace e un omero fratturato, mentre Matthew si occupa di un istruttore di sub con segni di malattia da decompressione. Serena scopre che una delle pazienti ha sintomi preoccupanti e la porta nella camera iperbarica per il trattamento.Mentre i medici affrontano le emergenze, emergono domande sul passato di Proctor e sulla donna che lo accompagna. La giornata si trasforma in un mix di sfide professionali e tensioni personali, culminando in momenti di introspezione e vulnerabilità tra i membri del team.Alla fine della giornata, dopo aver affrontato difficoltà e traguardi professionali, i personaggi cercano conforto nelle loro relazioni interpersonali, evidenziando l'importanza della solidarietà e della resilienza nel contesto della medicina d'emergenza.

## La camera iperbarica
- Titolo originale: Diver Down
- Diretto da: Paul McCrane
- Scritto da: Christina M. Kim

### Trama
Un incidente durante un'immersione porta diversi feriti al Miami Trauma Center. Serena, mentre invia messaggi a un ragazzo, discute con Tuck dell'importanza della camera iperbarica dell'ospedale, unico rimasto operativo dopo la chiusura di un altro.All'arrivo in ospedale, i medici si occupano di vari pazienti, tra cui un uomo con un corpo estraneo nel braccio e una donna con un trauma facciale che ha perso un dito. Serena sospetta una malattia da decompressione e decide di portare la donna a fare una TAC per escludere danni cerebrali. Nel frattempo, Chris si occupa di un'istruttrice di sub con pneumotorace e un omero fratturato.Quando la donna inizia a mostrare segni di malattia da decompressione, viene portata nella camera iperbarica. Serena deve affrontare la sua claustrofobia mentre spiega il trattamento alla paziente. Durante il trattamento, emergono complicazioni e Serena deve chiamare aiuto per gestire la situazione.Mentre i medici lavorano per stabilizzare i pazienti, si sviluppano anche dinamiche personali tra i membri del team. Matthew scopre che una delle pazienti ha il tetano a causa di un tatuaggio fatto insieme al fidanzato. La giornata culmina in momenti di introspezione e vulnerabilità, mentre i medici affrontano le sfide professionali e personali.Alla fine, dopo aver recuperato il dito amputato della donna e aver affrontato le proprie paure, Serena e Matthew riflettono sulle loro esperienze, mentre Chris si confronta con le verità nascoste delle sue pazienti. L'episodio mette in luce le difficoltà del lavoro in medicina d'emergenza e l'importanza del supporto reciproco tra i membri del personale.

## L'ora della morte
- Titolo originale: Time of Death
- Diretto da: Chris Leitch
- Scritto da: Liz Kruger e Craig Shapiro

### Trama
Nell'episodio "L'ora della morte" di Miami Medical, un incidente causato da un motoscafo fuori controllo porta diversi feriti al Miami Trauma Center. Tra i pazienti ci sono un uomo con un corpo estraneo nel braccio e una donna con un trauma facciale che ha perso un dito. Serena, mentre gestisce i suoi pazienti, discute con Tuck dell'importanza della camera iperbarica, unico rimasto operativo dopo la chiusura di un altro ospedale.La situazione si complica quando una giovane istruttrice di sub arriva con uno pneumotorace e un omero fratturato. Chris deve intervenire per stabilizzarla, mentre Serena sospetta una malattia da decompressione per la donna con il trauma facciale e la porta a fare una TAC. Durante il trattamento, emergono tensioni personali tra i membri del team, in particolare riguardo al passato di Proctor e alla donna che lo accompagna.Serena deve affrontare la sua claustrofobia mentre si prepara a trattare la paziente nella camera iperbarica. Mentre i medici lavorano freneticamente per salvare le vite dei loro pazienti, si sviluppano anche dinamiche emotive, con Chris che cerca di ottenere informazioni sulla vita della sua paziente e Eva che si confronta con le responsabilità di prendere decisioni cruciali per i suoi pazienti.L'episodio culmina in momenti di introspezione e vulnerabilità, evidenziando le sfide quotidiane del personale medico e l'importanza del supporto reciproco in situazioni di crisi. Alla fine, nonostante le difficoltà affrontate, i membri del team trovano conforto nelle loro relazioni interpersonali e nella loro dedizione al lavoro.

## Fino all'osso
- Titolo originale: Down to the Bone
- Diretto da: Frederick E. O. Toye
- Scritto da: Pamela Davis e Elle Triedman

### Trama
In un cantiere edile a Miami, un crollo provoca il ferimento di diversi operai, che vengono trasportati al Miami Trauma One. All'ospedale, Chris chiede a Matthew quando farà la sua valutazione, mentre Eva esprime preoccupazione per la mancanza di donne nella traumatologia.Tra i feriti c'è il capocantiere con contusioni multiple e un'operaia con un volet costale. Mentre Serena e Eva si occupano della donna, Matthew decide di eseguire una TAC sul capocantiere, notando il tremore delle sue mani. L'uomo, preoccupato per i suoi colleghi intrappolati, chiede aiuto tramite un walkie-talkie. Chris si offre di amputargli la gamba, ma Matthew insiste che sia la squadra Bravo a occuparsene.Durante l'intervento dell'operaia, il Dr. Kaye ha un attacco di cuore e Serena lo rianima. Chris, nel frattempo, si fa male al polso mentre cerca di aiutare l'uomo intrappolato. Matthew scopre che il capocantiere ha un aneurisma dell'aorta addominale e prenota una sala operatoria.Eva e Serena diagnosticano un'intossicazione da gas velenosi per l'operaia e decidono di somministrarle antibiotici. Chris riesce a portare l'uomo all'ospedale, dove Eva e Serena notano il suo aspetto trascurato. Matthew rassicura il capocantiere riguardo al tremore alle mani, attribuendolo a un'intossicazione da manganese.In ospedale, Serena porta delle carte al Dr. Kaye, mentre Chris fa una battuta sul poliaclinato di sodio, facendolo sembrare neve per il capocantiere. Alla fine, Matthew rimprovera Chris per aver rischiato la vita e lo definisce "stupido", ma entrambi sembrano avvicinarsi come amici.

## Sciamano
- Titolo originale: Medicine Man
- Diretto da: Alex Zakrzewski
- Scritto da: Steven Maeda

### Trama
Durante una gita scolastica, un pulmino finisce in un canale, causando feriti che vengono trasportati al Miami Trauma One. All'ospedale, Chris riceve un messaggio da suo fratello Rick, che lo informa del suo arrivo a Miami, mentre Eva lo aggiorna sui feriti in arrivo. Chris le spiega che Rick si fa sentire solo quando ha bisogno di qualcosa.Nella sala relax, Serena perde l'equilibrio su una scala e Chris la afferra per un piede, scherzando sulla sua abilità di ballerina. Eva nota che le decorazioni sono per il ritorno di Tuck, che arriva poco dopo. Subito dopo, un'emergenza colpisce: un ragazzo con trauma alla colonna vertebrale e una donna con emorragia all'orecchio destro e braccio gonfio. Eva intuba il ragazzo mentre analizzano le radiografie, scoprendo una lacerazione interna e una cisti nel midollo. Matthew ordina di stabilizzarlo per l'intervento.Un altro paziente, un uomo ferito in un incidente di caccia, inizia a parlare di spiritualità e guarigione. Matthew scopre che il polmone dell'uomo sta erniando attraverso la ferita. Eva chiama la Dr. Sandoval, il miglior neurochirurgo dell'ospedale e membro della commissione per un premio di cui Eva è finalista. Quando la Sandoval arriva, si complimenta con Eva per il lavoro svolto.Chris scopre che Rick è ricoverato in oncologia e si arrabbia con lui per non averlo avvisato. La madre del ragazzo con la cisti ascolta una conversazione tra Eva e la Sandoval riguardo alla possibilità di drenare la cisti durante l'operazione. La Sandoval è contraria a compromettere la vita del ragazzo per questa procedura.Nel frattempo, Matthew parla con l'uomo dell'incidente di caccia e scopre che ha bisogno di un'anatra per il suo copricapo sciamanico. Tuck chiama psichiatria per valutare l'uomo. Chris si concentra sulla donna con l'emorragia e scopre che ha ingoiato troppa acqua durante l'incidente; decide di trattarla con cloruro di sodio.Dopo aver parlato con Tuck e aver ricevuto conferma sullo stato del paziente, Chris restituisce a Rick un assegno che gli aveva dato per le spese mediche. Eva convince la madre del ragazzo a non rinunciare alla custodia del figlio per farlo operare.Durante l'operazione del ragazzo, Eva deve drenare la cisti contro il volere della Sandoval. Dopo l'intervento, la madre ringrazia Eva per aver preso la decisione giusta. Matthew racconta a Tuck delle sue esperienze dopo un intervento al cuore, mentre Chris riflette sulla situazione di Rick.Il giorno dopo, Eva si congratula con Chris per il miglioramento del fratello e insieme mangiano torta con Serena. Matthew visita l'uomo dell'incidente di caccia e gli parla dell'importanza della speranza e della fede. L'episodio si conclude con Matthew che porta l'uomo sul terrazzo per guardare l'alba insieme all'anatra simbolica, rappresentando la rinascita e la speranza dopo le difficoltà affrontate.